# Amblyaeneus victoriae
Amblyaeneus victoriae là một loài tò vò trong họ Ichneumonidae.